# Bistum Chikwawa
Das Bistum Chikwawa (lateinisch Dioecesis Chiquavana) ist eine in Malawi gelegene römisch-katholische Diözese mit Sitz in Chikwawa.

## Geschichte
Das Bistum Chikwawa wurde am 22. März 1965 durch Papst Paul VI. mit der Apostolischen Konstitution Ad Christi aus Gebietsabtretungen des Erzbistums Blantyre errichtet und diesem als Suffraganbistum unterstellt.

## Bischöfe von Chikwawa
- Eugen Joseph Frans Vroemen SMM, 1965–1979
- Felix Eugenio Mkhori, 1979–2001, dann Bischof von Lilongwe
- Peter Martin Musikuwa, seit 2003